# San Juan (La Union)
San Juan ist eine Stadtgemeinde in der philippinischen Provinz La Union und liegt am Südchinesischen Meer. In dem 59,7 km² großen Gebiet lebten im Jahre 2015 37.188 Einwohner, wodurch sich eine Bevölkerungsdichte von 623 Einwohnern pro km² ergibt. Das Gelände ist hügelig und erreicht eine Höhe von bis zu 209 Metern.
San Juan ist in folgende 41 Baranggays aufgeteilt:
| - Allangigan - Aludaid - Bacsayan - Balballosa - Bambanay - Bugbugcao - Caarusipan - Cabaroan - Cabugnayan - Cacapian - Caculangan - Calincamasan - Casilagan - Catdongan | - Dangdangla - Dasay - Dinanum - Duplas - Guinguinabang - Ili Norte - Ili Sur - Legleg - Lubing - Nadsaag - Nagsabaran - Naguirangan - Naguituban - Nagyubuyuban | - Oaquing - Pacpacac - Pagdildilan - Panicsican - Quidem - San Felipe - Santa Rosa - Santo Rosario - Saracat - Sinapangan - Taboc - Talogtog - Urbiztondo |